# Xaphoon
Xaphoon (saksofon kieszonkowy) – amatorski instrument z grupy aerofonów drewnianych z pojedynczym stroikiem. 
Wynaleziony i produkowany przez Briana Lee Wittmana xaphoon składa się z bambusowej piszczałki o ośmiu otworach wierzchnich i jednym spodnim oraz trzcinowego stroika przymocowanego do korpusu metalową ramką.
Przy pomocy prostego palcowania powstaje szereg dźwięków C, D, E, F, G, A, H, c itd, a więc skala durowa. Na instrumencie można zagrać dwie pełne oktawy chromatyczne używając chwytów kombinowanych i techniki polegającej na częściowym zakrywaniu otworów. 
Barwa instrumentu zbliżona do brzmienia klarnetu i saksofonu odznacza się dużą dynamiką i plastycznością. 
Od roku 2000 uruchomiono masową produkcję instrumentu z plastikowym korpusem, który dla odróżnienia od oryginalnego ręcznie robionego przez wynalazcę bambusowego xaphoonu, nazwano „pocket sax”.